# Летние Олимпийские игры 1988
XXIV летние Олимпийские игры (официально Игры XXIV Олимпиады) проводились в Сеуле с 17 сентября по 2 октября 1988 года. Республика Корея стала второй азиатской страной после Японии, принявшей Олимпийские игры. Были последними Играми в истории сборных СССР и ГДР. После окончания летних Олимпийских игр в Сеуле с 15 по 24 октября прошли летние Паралимпийские игры 1988.
Официальным талисманом Олимпиады был выбран амурский тигрёнок Ходори в национальной шляпе сангмо.

## Выбор столицы
Южнокорейский Сеул получил право провести XXIV летние Олимпийские игры на 84-й сессии МОК, проводившейся в немецком Баден-Бадене. Главным кандидатом на проведение Игр считалась Нагоя, после успешного проведения Японией летних Олимпийских игр в Токио (1964) и зимних игр в Саппоро (1972). Однако члены МОК выступили в поддержку олимпийской философии смены места проведения Олимпийских игр и подавляющим большинством проголосовали в пользу Сеула (52 голоса против 27), при этом двое членов МОК воздержались, а один отсутствовал по болезни.

## Эстафета олимпийского огня
Эстафета передачи Олимпийского огня началась 23 августа 1988 года с зажжения факела в древней Олимпии. Через три дня огонь прибыл в Афины, откуда на самолете отправился в Чеджудо с остановкой в Бангкоке. На корейский остров огонь прибыл 27 августа, откуда началась 22-х дневная эстафета передачи Олимпийского огня от Чеджудо до Сеула. Во время эстафеты в Корее огонь преодолел 4168 километров, из которых 1414 км олимпийский факел перемещали бегом, 2188 км — на автомобиле, 493 км — на лодке, 60 км — на велосипеде, 5 км — на мотоцикле и 7 км — верхом. 16 сентября огонь принял мэр Сеула. 17 сентября, в день открытия Олимпиады, пламя перенесли на Олимпийский стадион, для зажжения чаши Олимпийского огня. В общей сложности в эстафете приняли участие более 1800 факелоносцев, среди которых были знаменитости, спортсмены, артисты, общественные и религиозные деятели, люди с ограниченными возможностями, дети, пожилые и представители различных профессий.

## Официальный медальный зачёт
| Общее количество медалей |                  |        |         |        |       |
| №                        | Страна           | Золото | Серебро | Бронза | Всего |
| 1                        | СССР             | 55     | 31      | 46     | 132   |
| 2                        | ГДР              | 37     | 35      | 30     | 102   |
| 3                        | США              | 36     | 31      | 27     | 94    |
| 4                        | Республика Корея | 12     | 10      | 11     | 33    |
| 5                        | ФРГ              | 11     | 14      | 15     | 40    |
| 6                        | Венгрия          | 11     | 6       | 6      | 23    |
| 7                        | Болгария         | 10     | 12      | 13     | 35    |
| 8                        | Румыния          | 7      | 11      | 6      | 24    |
| 9                        | Франция          | 6      | 4       | 6      | 16    |
| 10                       | Италия           | 6      | 4       | 4      | 14    |

## Бойкот
Игры 1988 года, как и игры предыдущих лет, бойкотировали несколько государств: Албания, Куба, КНДР, Вьетнам, Никарагуа, Сейшельские острова и Эфиопия. Это произошло вследствие солидарности с позицией КНДР по проведению соревнований в обеих частях Корейского полуострова.
СССР, пропустив предыдущую Олимпиаду в Лос-Анджелесе, а также под влиянием перестройки, не присоединился к бойкоту. Остальные члены Восточного блока поступили аналогично.
Инициатором бойкота была КНДР, которая не получив право на совместное проведение Игр, сочла невозможным участие в них, и обратилась к другим государствам её поддержать.
В результате на состязания не попали сильнейшая в мире сборная по боксу и сильнейшая в западном полушарии сборная по греко-римской борьбе (на Олимпиаду не поехали Феликс Савон, Теофило Стивенсон, Анхель Эспиноса, Пабло Ромеро, Канделарио Дуверхель, Энрике Каррион, Рохелио Марсело, Арнальдо Меса, Эктор Милиан, Андрес Хименес и другие титулованные спортсмены).

## Другие факты
- При зажжении Олимпийского огня на церемонии открытия погибли голуби, которые сели на край чаши, где он был зажжён. С тех пор живые птицы на церемониях не использовались[3][4].
- Ольга Брызгина вспоминала: «Первые крупные скандалы, связанные с использованием запрещенных препаратов, разразились как раз в Сеуле. Достаточно вспомнить Бена Джонсона. Из наших [советских] тогда никто не попался. Хотя допинг-пробу брали у всех призёров. А у тех, кто установил олимпийский или мировой рекорд, как, например, мы в эстафете, делали и повторный анализ на следующий день»[5].